# Petticoat Camp
Petticoat Camp est un film muet américain sorti en 1912.

## Synopsis
Plusieurs couples mariés arrivent sur une île afin d'y passer un séjour en camping. Les femmes se rendent vite compte qu'elles font le sale boulot. Elles décident de "faire la grève" [..]

## Fiche technique
- Titre original : Petticoat Camp
- Production : Thanhouser Company
- Pays d'origine : États-Unis
- Format : Noir et blanc
- Genre : Comédie
- Durée : 15 minutes
- Date de sortie :
  - États-Unis : 3 novembre 1912

## Distribution
- William Garwood
- Florence LaBadie